# 澳門特別行政區行政長官
澳門特別行政區行政長官（葡萄牙語：Chefe do Executivo，又稱「特區首長」、「特首」、「Chefe do Executivo」、「CE」，其是“特區首長”意思；政府內部稱為“長官”），是澳門特別行政區政府的行政首長及澳門特別行政區的最高政治代表。此職位創建於1999年12月20日，大致上代替澳門回歸前澳門總督的職務。澳門行政長官由選舉委員會選出，國務院總理簽署國務院令任命，每屆任期五年，可以連任一次。現任行政長官是岑浩辉，2024年12月20日就任。
根據《澳門特別行政區基本法》，行政長官對中央人民政府（國務院）和澳門特別行政區負責。

## 主要職責
1. 領導澳門特別行政區政府
2. 負責執行《基本法》和依照基本法適用於澳門特別行政區的其他法律
3. 簽署立法會通過的法案，公佈法律；簽署立法會通過的財政預算案，將財政預算、決算報中央人民政府備案
4. 決定政府政策，發佈行政命令
5. 制定行政法規並頒佈執行
6. 提名並報請中央人民政府（國務院）任命下列主要官員：各司司長、廉政專員、審計長、警察部門主要負責人和海關主要負責人；建議中央人民政府免除上述官員職務
7. 委任部分立法會議員
8. 任免行政會委員
9. 依照法定程序任免各級法院院長和法官，任免檢察官
10. 依照法定程序提名並報請中央人民政府任命檢察長，建議中央人民政府免除檢察長的職務
11. 依照法定程序任免公職人員
12. 執行中央人民政府就基本法規定的有關事務發出的指令
13. 代表澳門特別行政區政府處理中央授權的對外事務和其他事務
14. 批准向立法會提出有關財政收入或支出的動議
15. 根據國家和澳門特別行政區的安全或重大公共利益的需要，決定政府官員或其他負責政府公務的人員是否向立法會或其所屬的委員會作證和提供證據
16. 依法頒授澳門特別行政區獎章和榮譽稱號
17. 依法赦免或減輕刑事罪犯的刑罰
18. 處理請願、申訴事項[3]

## 就職宣誓
根據第4/1999號法律《就職宣誓法》規定，行政長官須於就職時以公開及親身方式宣誓，且必須真誠、莊重地進行宣誓，必須準確、完整、莊重地宣讀附件所列的相關誓詞。宣誓時間由中央人民政府訂定。宣誓之主持及監誓事宜由中央人民政府決定。行政長官誓詞如下：
|  | 本人（姓名），謹此宣誓：本人就任中華人民共和國澳門特別行政區行政長官，必當擁護並負責執行《中華人民共和國澳門特別行政區基本法》，效忠中華人民共和國及其澳門特別行政區，盡忠職守，遵守法律，廉潔奉公，致力於維護澳門的穩定和發展，對中央人民政府和澳門特別行政區負責。 |

## 歷任行政長官
| # | 任別[1↑] | 肖像           | 姓名                   | 籍貫         | 上任日期       | 離任日期                 | 得票/有效票             | 簽令任命者 | 監誓人                |
| --- | -------- | -------------- | ---------------------- | ------------ | -------------- | ------------------------ | ----------------------- | ---------- | --------------------- |
| 1 | 1        |                | 何厚鏵 （在任10年0天） | 广东省番禺縣 | 1999年12月20日 | 2004年12月19日           | 163/200 81.5%（1999年） | 朱镕基     | 朱镕基                |
| 1 | 2        | 2004年12月20日 | 何厚鏵 （在任10年0天） | 广东省番禺縣 | 2009年12月19日 | 296/300 98.67%（2004年） | 温家宝                  | 胡锦涛     |                       |
| 2 | 3        |                | 崔世安 （在任10年0天） | 廣東省新會縣 | 2009年12月20日 | 2014年12月19日           | 温家宝                  | 胡锦涛     | 282/300 94%（2009年） |
| 2 | 4        | 2014年12月20日 | 崔世安 （在任10年0天） | 廣東省新會縣 | 2019年12月19日 | 380/400 95%（2014年）    | 李克强                  | 习近平     |                       |
| 3 | 5        |                | 賀一誠 （在任5年0天）  | 浙江省義烏縣 | 2019年12月20日 | 2024年12月19日           | 李克强                  | 习近平     | 392/400 98%（2019年） |
| 4 | 6        |                | 岑浩辉 （在任243天）   | 廣東省中山縣 | 2024年12月20日 | 現任                     | 394/400 98.5%（2024年） | 习近平     | 李強                  |
| 注释 |          |                |                        |              |                |                          |                         |            |                       |
| 1↑ 官方稱之為第x任行政長官，而對其領導的特區政府稱第x屆特別行政區政府。 2↑ 由於行政長官因公務、休假等原因而產生的署任期間，並沒有包括在上表內。 3↑ 其配偶請參閱澳門特別行政區行政長官配偶。 |          |                |                        |              |                |                          |                         |            |                       |

## 資格
根據《澳門特別行政區基本法》第46條，澳門特別行政區行政長官必須符合以下所有條件：
- 年滿四十周歲
- 在澳門通常居住連續滿二十年
- 在外國無居留權
- 是澳門特別行政區永久性居民
- 是中國公民

根據第3/2004號法律《行政長官選舉法》第35條，候選人必須擁護《澳門特別行政區基本法》，效忠中華人民共和國及其澳門特別行政區。為適用該項的規定，行政長官選舉候選人須提交真誠聲明其擁護《澳門特別行政區基本法》和效忠中華人民共和國及其澳門特別行政區且經適當簽署的聲明書。如拒絕作出上款所指的聲明，又或經事實證明不擁護《澳門特別行政區基本法》不效忠中華人民共和國及其澳門特別行政區者，不能被提名為行政長官選舉候選人。
根據第3/2004號法律《行政長官選舉法》第36條，任何人如有以下情況不得被提名為候選人：
- 正在履行連任任期的行政長官
- 主要官員
- 行政會委員
- 司法官及司法輔助人員
- 選舉管理委員會委員
- 選舉委員會委員
- 公共行政工作人員，由行政長官委任在公務法人內、尤其在自治機關及自治基金組織內任職的全職人員，以及由行政長官委任在公共服務或使用屬公產的財產的承批實體內及在澳門特別行政區有參資的公司內任職的全職人員；
- 宗教或信仰的司祭
- 於候選人提名開始日起計前五年內，在澳門或以外，被確定性裁判判處徒刑三十日或以上

立法會議員如參加行政長官選舉，自被確定性接納為候選人之日至行政長官選舉結果公佈之日中止議員職務；如當選並獲任命則自就任之日起視為喪失議員資格。
被提名的候選人須聲明以個人身份參選，且在任期內不參加任何政治社團；屬政治社團成員者如當選並獲任命，須在就任日前公開聲明已退出該社團。

## 產生
根據第3/2004號法律《行政長官選舉法》，澳門特別行政區行政長官候選人必須由選舉委員會委員提名選出，並須要獲得超過選委會全體委員（2004年時數目為300人）半數選票才可以成功當選。當選者由中央人民政府任命，一般是以國務院總理簽署國務院令的形式任命。自2014年起選舉委員會委員數目會增至400人。

## 離職

### 辭職
根據《澳門特別行政區基本法》第52條，行政長官如有下列情況之一者必須辭職：
- 因嚴重疾病或其他原因無力履行職務；
- 因兩次拒絕簽署立法會通過的法案而解散立法會，重選的立法會仍以全體議員三分之二多數通過所爭議的原案，而行政長官在三十日內拒絕簽署；
- 因立法會拒絕通過財政預算案或關係到澳門特別行政區整體利益的法案而解散立法會，重選的立法會仍拒絕通過所爭議的原案。

### 彈劾
根據《澳門特別行政區基本法》第71條，如立法會全體議員三分之一聯合動議，指控行政長官有嚴重違法或瀆職行為而不辭職，經立法會通過決議，可委托終審法院院長負責組成獨立的調查委員會進行調查。調查委員會如認為有足夠證據構成上述指控，立法會以全體議員三分之二多數通過，可提出彈劾案，報請中央人民政府決定。

## 在世的前任行政长官
截至2025年8月，歷任澳门特区行政长官中全部仍在世：
| 姓名   | 任期           | 出生日期與年齡 |
| ------ | -------------- | -------------- |
| 何厚鏵 | 1999年－2009年 | 1955年3月13日  |
| 崔世安 | 2009年－2019年 | 1957年1月13日  |
| 賀一誠 | 2019年－2024年 | 1957年6月12日  |

## 福利及待遇
- 月薪俸計算基礎自2014年2月1日起定為澳門幣199,796元正，此後得按照公職薪俸表100點的金額澳門幣7,000元正的修改比例自動調整，另加上佔本身薪俸35%的月交際費[來源請求]
- 行政長官會獲編配官邸禮賓府（又稱竹仔室）
- 現任行政長官的坐駕車牌為MA-00-01及MB-00-01。[來源請求]
- 行政長官於澳門特別行政區排名表排名第一。

## 組織法例
- 一九九三年三月三十一日中華人民共和國第三號主席令
- 頒佈《中華人民共和國澳門特別行政區基本法》。
- 第2/1999號法律（1999年12月20日《澳門特別行政區公報》）通過《政府組織綱要法》。
- 第6/1999號行政法規（1999年12月20日《澳門特別行政區公報》）訂定政府部門及實體的組織、職權與運作。
- 第14/1999號行政法規（2000年1月10日《澳門特別行政區公報》）核准《行政長官及司長辦公室通則》。
- 第3/2001號行政法規（2001年4月2日《澳門特別行政區公報》）修改第6/1999號行政法規第十三條及附件四 。
- 第25/2001號行政法規（2001年10月29日《澳門特別行政區公報》）修改第6/1999號行政法規。
- 第35/2001號行政法規（2001年12月31日《澳門特別行政區公報》）修改第6/1999號行政法規 。
- 第8/2002號行政法規（2002年4月22日《澳門特別行政區公報》）在第14/1999號行政法規第十條增加一款。
- 第1/2005號行政法規（2005年3月21日《澳門特別行政區公報》）修改第14/1999號行政法規。
- 第33/2009號行政法規（2009年11月3日《澳門特別行政區公報》)修改核准《行政長官及司長辦公室通則》的第14/1999號行政法規。
- 第3/2010號行政法規（2010年2月18日《澳門特別行政區公報》）修改核准《行政長官及司長辦公室通則》的第14/1999號行政法規。
- 第23/2010號行政法規（2010年12月21日《澳門特別行政區公報》）修改核准《政府部門及實體的組織、職權與運作》的第6/1999號行政法規。
- 第26/2013號行政法規（2013年10月28日《澳門特別行政區公報》）文化產業基金 － 第四十二條，修改第6/1999號行政法規第五條第一款及附件五。
- 第27/2015號行政法規（2015年12月30日《澳門特別行政區公報》）懲教管理局的組織及運作 － 第三十條，修改第6/1999號行政法規第四條第一款。
- 第28/2015號行政法規（2015年12月30日《澳門特別行政區公報》）社會工作局的組織及運作 － 第五十二條，修改第6/1999號行政法規第二條及第五條。
- 第12/2016號行政法規（2016年5月23日《澳門特別行政區公報》）勞工事務局的組織及運作 － 第十九條，修改第6/1999號行政法規第三條第二款所指的附件三的（十一）項。

## 外部連結
- 行政長官辦公室 （页面存档备份，存于） （繁體中文）